# 哈肯貝克河
53°58′25″N 10°57′02″E / 53.97373°N 10.9506°E
哈肯貝克河（德語：Harkenbäk），是德國的河流，位於該國東北部，由梅克倫堡-前波美拉尼亞州負責管轄，河道全長6公里，發源自达索，最終注入波羅的海。